# Ingeborg Brandt
Ingeborg Brandt (* 1920; † 1983) war eine deutsche Journalistin. Die Feuilletonistin war die erste Ressortleiterin der Tageszeitung Die Welt.

## Werdegang
Brandt war 1944 wissenschaftliche Assistentin am Deutschen Institut in Marseille und von 1944 bis 1945 Assistentin am Auslandswissenschaftlichen Institut in Berlin. Von 1945 bis 1947 arbeitete sie als Dolmetscherin. Mit einer Interpretation von Paul Valérys „Mon Faust“ als Dissertation wurde sie 1949 an der Universität Hamburg promoviert. 1950 wurde Brandt Feuilleton-Redakteurin bei der Welt am Sonntag in Hamburg. Als Nachfolgerin von Alexander Peter Eismann wurde ihr 1952 die Ressortleitung des Feuilletons bei der Welt übertragen, womit sie die erste Frau war, die eine Ressortleitung in dem Verlagshaus erhielt. Brandt war bis zu ihrer Verrentung 1983 für die Welt tätig.